# Новоамвросиевское
Новоамвро́сиевское — посёлок в Амвросиевском районе Донецкой области. Де факто — с 2014 года населённый пункт контролируется самопровозглашённой Донецкой Народной Республикой.
Расстояние до Амвросиевки по автодороге — 10 км.

## География

#### Соседние населённые пункты по сторонам света
СЗ: Новоклиновка, Котовского, Новопетровское
С:  Благодатное, Сеятель
СВ: Великое Мешково, Овощное
В: Карпово-Надеждинка
ЮВ: Белояровка
Ю: город Амвросиевка
ЮЗ: Жукова Балка, Новоеланчик
З:  Родники

## Население
Население — 2 125 человека (2019 год).

## Общие сведения
Основан в ΧΙΧ веке. В пгт находятся вторичные производства Амвросиевского комбината «Донцемент» (производство асбестоцементных труб условного диаметра). Больница, амбулатория, ОШ, 2 библиотеки, ДК ОАО «Донцемент» (старое название — ДК им. Ленина).